# Bartek Biedrzycki
Bartek Biedrzycki, pseud. godai (ur. 3 czerwca 1978 w Warszawie) – polski pisarz fantastyki, redaktor i wydawca, scenarzysta i publicysta komiksowy; jeden z pierwszych polskich podcasterów. Z wykształcenia nauczyciel języka angielskiego, z zawodu pracownik IT. Jest autorem trylogii postapokaliptycznej wydanej w latach 2014–2017, rozgrywającej się w zniszczonej wojną Warszawie. Publikował m.in. w Nowej Fantastyce, Fenixie i Młodym Techniku.

## Życiorys
Urodzony w Warszawie, całe życie mieszka w rodzinnym Konstancinie-Jeziornie z żoną i dwójką dzieci. Ukończył XXVIII Liceum Ogólnokształcące im. Jana Kochanowskiego w Warszawie w 1997; w 2001 uczył się w Szkole Podoficerów Służby Zasadniczej w Centrum Szkolenia Łączności i Informatyki, służbę wojskową ukończył w 2002 w stopniu starszego kaprala; absolwent kolegium nauczycielskiego na Uniwersytecie Warszawskim. Pracował m.in. jako anglista w warszawskich liceach, w warszawskich klubach studenckich, a następnie przez ponad dekadę w działach IT w produkcji telewizyjnej. Honorowy dawca krwi, w latach 2006-2022 wikipedysta.

## Działalność
Jeszcze w liceum utrzymywał kontakty z warszawską sceną zinową, czego efektem była publikacja w 1995 zina „Proletaryat” (spadkobiercy zina „Łomiarz”). Jako publicysta debiutował w 1996 w magazynie „Guliwer” artykułem o Batmanie i przemocy w komiksach. W latach 1997–1998 był redaktorem zina „Manga Rider”, reaktywowanego w 2019. Pisze także dla takich portali jak Kolorowe Zeszyty, Komiksomania, Motyw Drogi, Sztukater, ComixGrrrlz, Komiks Polter czy magazynu Smash!. Współpracuje od początku z tygodnikiem „Kultura Liberalna”. Jego teksty pojawiały się także w przedrukach na stronach takich periodyków jak „Rzeczpospolita”, „Polska The Times”, „Zwierciadło”, Wiadomości24.pl. Wypowiada się także o komiksach na falach radia, a od lutego 2015 do końca emisji gościł na antenie Polsat News 2 w programie Widzimisię Michała Figurskiego i Mariusza Rokosa. Pisuje o podboju kosmosu (szczególnie o programach radzieckich), a prelekcje o tej samej tematyce wygłasza na festiwalach fantastycznych.
Od 2007 zajmuje się nieprzerwanie podcastingiem. Jest redaktorem portalu lokalnego Konstancin.com, pod którego egidą prowadzi od kilku lat archiwum zdjęciowe swojego rodzinnego miasta na licencji Creative Commons.
Wraz z Janem Mazurem i Robertem Sienickim jeden z założycieli i redaktor naczelny istniejącego w latach 2008–2015 wydawnictwa Dolna Półka zajmującego się publikacją komiksów polskich twórców. W latach 2007–2012 redaktor magazynu komiksowego Kolektyw. Autor kilku komiksów internetowych i scenariuszy komiksowych. Związany przez cały okres jej istnienia z grupą netKolektyw. Założyciel (wraz z Konradem Hildebrandem) i przez cały okres istnienia redaktor Polskiego Centrum WebKomiksu.
W 2013 roku wyprodukował i użyczył głosu jednej z postaci w serialu animowanym „Kwadrat” dla Endemol Shine Polska.
W 2014 zadebiutował w serii Fabryczna Zona powieścią osadzoną w realiach postapokaliptycznych. Na podstawie świata stworzonego przezeń w swoich powieściach powstało polskie uniwersum postapokaliptyczne, wydawane w serii Fabryczna Zona. Pierwszą książką innego autora była Upadła świątynia Dominiki Węcławek, wydana w styczniu 2016. Jego opowiadania pojawiają się w „Nowej Fantastyce” i antologiach.
W 2015 został jednym z głównych bohaterów powieści Szczury Wrocławia Roberta Szmidta. W wydanym w 2019 roku serialu audio na podstawie powieści zagrał go Jacek Braciak. W 2016 był jurorem w konkursie Kryształowe Smoki, organizowanym w ramach wrocławskich Dni Fantastyki.
W styczniu 2018 wraz z Krzysztofem Sokołowskim reaktywowali magazyn „Fenix” pod nazwą „Fenix Antologia”. Latem 2019 z jego inicjatywy i pod jego redakcją powstał zin „Żar-ptak”, zaś po zamknięciu „Fenixa Antologii”, jesienią 2020 rozpoczął wydawanie „Rocznika Fantastycznego”.
W 2021 roku wydał drukiem pierwotnie opublikowaną w formie elektronicznej antologię komiksową Gniazdo Światów. Dochód ze sprzedaży komiksu przeznaczony został na cele charytatywne. W 2022 roku dochód ze sprzedaży ebooka Zrobiłem, co musiałem przeznaczony został na pomoc Ukrainie.
W styczniu 2022 roku wypuścił darmową grę przygodową przeznaczoną na konsole Game Boy/Game Boy Color i uruchomienia w przeglądarce pt. „Labirinth”, w której celem gracza jest pomaganie spotkanym na swojej drodze, przypadkowym osobom. Kolejnymi produkcjami były gra point and click „Europa rescue!” rozgrywająca się na uszkodzonej stacji kosmicznej i kinetic novel „Hamsters in space”, adaptację komiksu „Chomiki w kosmosie”.

## Twórczość
Od początku XXI wieku zajmował się publicystyką komiksową, początkowo jako bloger, potem z wykorzystaniem podcastingu; pisywał także dla pism i portali branżowych oraz magazynów kulturalnych. Tworzył scenariusze komiksowe – głównie humorystyczne i obyczajowe.
W 2014 opublikował pierwszą powieść, otwierającą trylogię postapokaliptyczną, której akcja ma miejsce w Warszawie po wojnie atomowej i obejmuje ponad dwie dekady. Głównym bohaterem jest stalker Borys Dobrowolski – w chwili wybuchu wojny czteroletni – desperacko poszukujący ojca-żołnierza najemnik zabijaka. Prócz niego w trylogii pojawia się galeria postaci wszelkich typów. Biedrzycki porusza w niej archetypiczny motyw zmagań dobra ze złem w ludzkiej duszy oraz zmagania się człowieka z wrogim światem. Ten sam motyw – jednostka kontra świat – pojawia się w serii opowiadań o polskich kosmonautach, gdzie bohaterowie mierzą się z potęgą kosmosu, ułomnościami technologii i przytłaczającym wszystko porządkiem społecznym. Analizuje także reakcje jednostek i społeczeństw zarówno w obliczu apokaliptycznego upadku cywilizacji i zaniknięcia tradycyjnego porządku moralnego jak i zmian wywołanych rozwojem technologii, która wpływa na życie bohaterów.
Inne popularne motywy to dorastanie – zarówno do ról społecznych, jak i campbellowskie dorastanie bohatera, czasem wykorzystuje w tym celu pozornie naiwne spojrzenie na świat oczami dziecka, stąd takie postacie jak Tracy z Jak smakuje benzyna?, bohaterki Klastra, nieheteronormatywne Vir z Comfirmatio Vir Llamki czy Janka z opowiadania Ostatnia posługa. Szczególnie ostatnia wpisuje się też archetyp nieznanego, wywołującego strach obcego. Silnie zaznaczone są też wątki dotyczące więzi międzyludzkich, rodzinnych – wzajemne relacje rodzeństwa Zary i Hanoiego, poszukiwanie ojca i dorastanie do bycia ojcem i mężem Borki, rozdarcie między miłością a wiernością Glorii Dobrowolskiej, eskapizm i substytucja emocjonalna Jolki i Tanii z „Klastra” oraz rola matki i żony w życiu Glorii i Liu Yuxi. Ostatnie dwie bohaterki pochodzą z cyklu krótszych tekstów będącego melanżem hard science fiction i space opery, osadzonego w alternatywnej utopijnej rzeczywistości rozpoczętego w 2017 dobrze przyjętym przez czytelników Lotem pułkownika, a zebranego w 2020 roku w docenionym przez krytykę zbiorze Zimne światło gwiazd.
W swojej twórczości wykorzystuje czasem fakt bycia ojcem. Jego syn, Bruno, stał się pierwowzorem postaci małego Borki z trylogii Kompleksu i głównego bohatera opowiadania Kamienne kręgi, pisze także do Manga Ridera. Córka, Zuza, stoi za powstaniem Chomików w kosmosie, współpracowała także jako ilustratorka - przy Fenixie Antologii i Żar-ptaku.
W swoich pracach sięga po różnorodną stylistykę i gatunki, od postapokalipsy przygodowej, space opery, przez dystopię, dark future, po cyberpunk, odwołując się do olschoolowej stylistyki i tematyki.

### Bibliografia

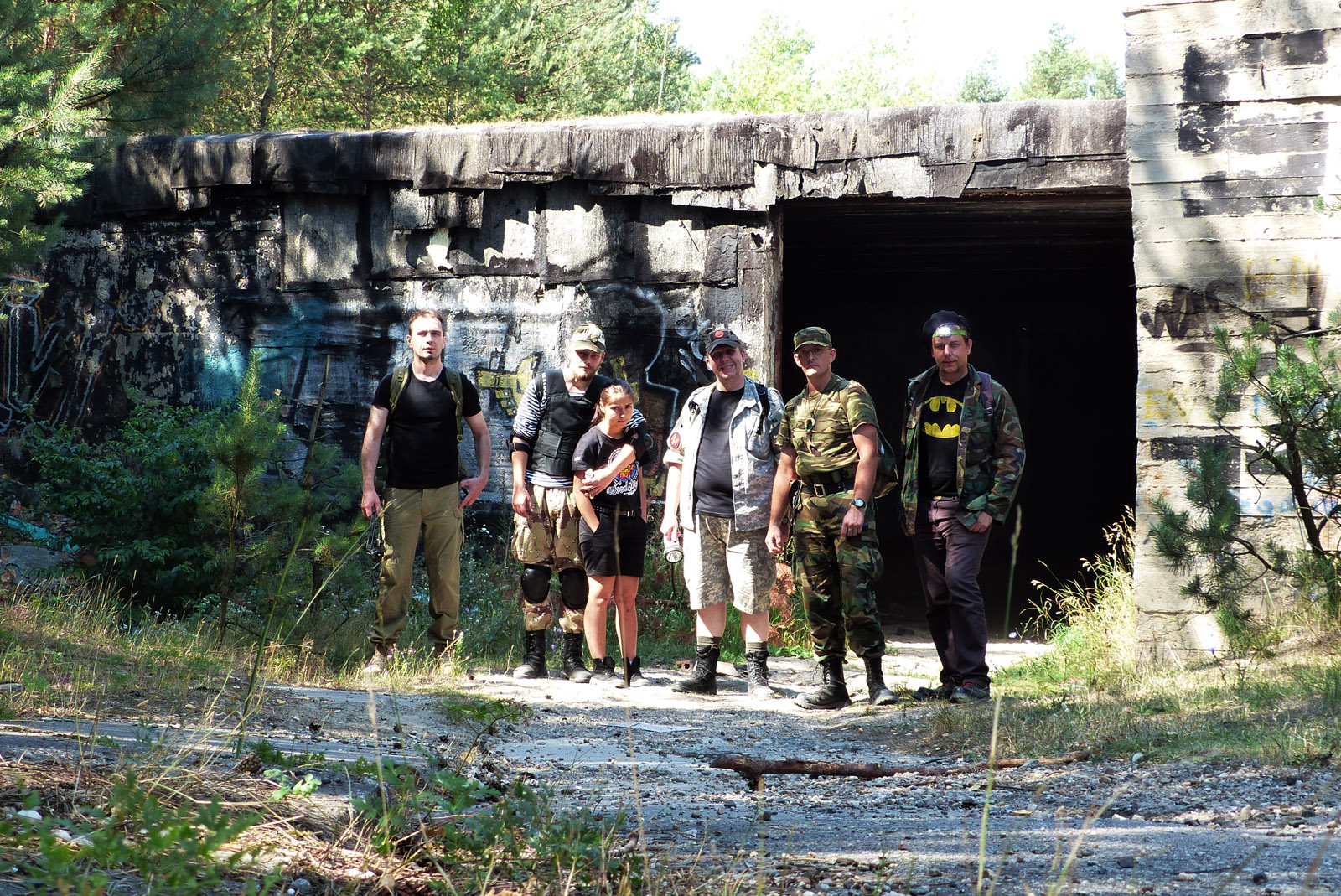
Bartek z czytelnikami z wizytą w Kompleksie 7215

## Publikacje

#### Powieści
- Kompleks 7215, Opowieści z postapokaliptycznej aglomeracji t. I – powieść postapo (2014, Fabryka Słów), ISBN 978-83-7574-987-8[27]
- Stacja: Nowy Świat, Opowieści z postapokaliptycznej aglomeracji t. II – powieść postapo (2015, Fabryka Słów), ISBN 978-83-7964-067-6[65]
- Dworzec Śródmieście, Opowieści z postapokaliptycznej aglomeracji t. III – powieść postapo (2017, Fabryka Słów), ISBN 978-83-7964-182-6[66]
- Bracia sungari – powieść dla dzieci, wraz z Alą Biedrzycką (2020, Gniazdo Światów), ISBN 978-83-955720-6-7[67]
- Po sezonie – powieść (2021, Wydawnictwo IX), ISBN 978-83-962684-9-5[68]
- Godar w krainie obojętnego bawołu - powieść (2024, Stalker Books), ISBN 978-83-672238-9-8

#### Zbiory opowiadań
- Kołysanka stop – zbiór opowiadań (2018, Gniazdo Światów), ISBN 978-83-951671-1-9[69]
- Zimne światło gwiazd - zbiór opowiadań (2020, Wydawnictwo IX), ISBN 978-83-958615-5-0[70]
- W cieniu drzew – zbiór opowiadań (2025, Wydawnictwo IX/Gniazdo Światów), ISBN 978-83-959027-9-6[71]

#### Opowiadania
- 30 litrów / 24 godziny (1997, Życie do rzyci)
- The Master and the Padawan (online 2012, FanFiction.Net)[72]
- I tak warto żyć (2014, dołączone do książki Kompleks 7215)[73]
- Ostatnia posługa (2014, dołączone do książki Kompleks 7215)[73]
- Spotkanie w tunelach (2015, Nowa Fantastyka #394)[29]
- Pani Światłowłosa (2015, dołączone do książki Stacja: Nowy Świat)[73]
- Panama Joe i zemsta Montezumy (online 2016, FantastykaPolska.pl)[74]
- Jak smakuje benzyna? (online 2016, FantastykaPolska.pl[75]; drukiem 2018, w zbiorze Kołysanka stop[76])
- Śnieżyca (2017, dołączone do książki Dworzec Śródmieście)[73]
- Lot pułkownika (2017, Nowa Fantastyka #423[30]; 2020, w zbiorze Zimne światło gwiazd[70])
- Noc na dużej ziemi (2018, w antologii Idiota skończony)[31] ISBN 978-83-7964-288-5
- Połowa nieba – mikropowieść (2018, Fantastyka – wydanie specjalne #60[77]; 2020, w zbiorze Zimne światło gwiazd[70])
- Czarne światło, błękitny lód (2018, w zbiorze Kołysanka stop)[76]
- Confirmatio Vir Llamki albo o wizycie Nieziemca Macka Simma na Starej Ziemi (2018, w zbiorze Kołysanka stop)[76]
- Kołysanka stop (2018, w zbiorze Kołysanka stop)[76]
- Najlepsza (2018, w zbiorze Kołysanka stop)[76]
- Bezimienny (2019, Gniazdo Światów) ISBN 978-83-951671-6-4
- Kamienne kręgi (2020, w antologii Kto szepcze w ciemności) ISBN 978-83-948611-4-8
- Raum Kuriosität (2020, w zbiorze Zimne światło gwiazd)[70]
- Misja na Czerwoną Planetę (2020, w zbiorze Zimne światło gwiazd)[70]
- Czarny i biało-czerwony (2020, w zbiorze Zimne światło gwiazd)[70]
- Jeszcze chwilę pożyć (2020, w zbiorze Zimne światło gwiazd)[70]
- Lód (2020, w zbiorze Zimne światło gwiazd)[70]
- Białe demony (2020, Rocznik fantastyczny 2020)[78] ISBN 978-83-955720-7-4
- Stulti et circenses (2020, w antologii Gladiatorzy)[79] ISBN 978-83-796456-1-9
- Mój bohater. Opowieść o Batmanie (2021, Gniazdo Światów)[16]
- Kimże, do kroćset, jest Kietzman? współautor: Szymon W. Krawczyk, (2021, w antologii Krzysztofzin) ISBN 978-83-959027-1-0
- Ciemna strona pamięci (2021, w antologii Ku gwiazdom)[70] ISBN 978-83-962463-4-9
- Niepokonane (2021, w antologii Niezwyciężone)[70] ISBN 978-83-272-9885-0
- Zrobiłem, co musiałem (2022, Gniazdo Światów) ISBN 978-83-959027-4-1
- 40AA (2022, w: informator konwentowy, Bachanalia Fantastyczne)[16]
- Lenin umarł (2024, w: Zin Kooperacyjny #1)[16]
- En sten vid en sjö i en skog (2024, po angielsku, w: Low Hanging Fruit)[80]
- Raport z DM-S-3 (2025, w: Młody Technik 5/2025)[16]
- Przemijamy (2025, w: W cieniu drzew)[80]
- Taras (2025, w: W cieniu drzew)[80]
- Sista gången jag såg Annie (2025, w: W cieniu drzew)[80]
- Kung av sand (2025, w: W cieniu drzew)[80]
- Krótka historia sceny tishowej w kręgu podstołecznym (2025, w: W cieniu drzew)[80]

#### Audiobooki
- Mistrz i padawan – (2011, K-pok Podcast #33), czyta Bartek Biedrzycki[81]
- Kompleks 7215 – (2015, Audioteka), czyta Andrzej Hausner, ISBN 978-83-757-4987-8[82]
- Stacja: Nowy Świat – (2015, Audioteka), czyta Andrzej Hausner, ISBN 978-83-796-4067-6[83]
- Jak smakuje benzyna? – (2017, serializowane na antenie Radia Afera[84]), czyta Piotr Jaśkowiak[85]
- Bracia sungari – (2019, serializowane na portalu YouTube), czytają Ala Biedrzycka i Bartek Biedrzycki
- Zimne światło gwiazd – (2020, Biblioteka Akustyczna), czyta Maciej Więckowski, ISBN 978-83-272-6849-5[86]
- Kimże, do kroćset, jest Kietzman? – (2021, Krzysztofzin), czyta Bartek Biedrzycki
- Ciemna strona pamięci – (2021, w: Ku Gwiazdom: Antologia Polskiej Fantastyki Naukowej), czyta Maciej Kowalik
- Niepokonane – (2021, w: Niezwyciężone), czyta Maciej Więckowski

### Komiksy[87][88]

#### Serie
- Co mówiłem, durniu? – scenariusz i rysunki (2005–2011 w internecie; drukiem wyd. własne 2005, 2006, 2008, 2011; wydanie zbiorcze Co mówiłem, durniu? Omnibus 2012 pod marką Dolna Półka)[89]
- Statek Namiętności – scenariusz, pod pseudonimem gdi, rysunki – au; Część 1 – 2013, wyd. Dolna Półka, ISBN 978-83-63963-15-6[90]; Część 2 – 2015, wyd. Dolna Półka, ISBN 978-83-63963-81-1[91]

#### Albumy
- Klaster. Dorastanie i tak jest do dupy – scenariusz i rysunki (2006–2007 w internecie; drukiem 2007 wyd. własne)[92]
- Antologia Gniazdo Światów – scenariusze; rysunki – różni autorzy (2012, wyd. Dolna Półka, wydanie elektroniczne; 2021, wyd. Gniazdo Światów, drukiem) ISBN 978-83-959027-2-7. Antologia zawiera komiksy: Sesja; Lydon Carter; Czekające; Supermoc; Zaciął się!; Stepowanie kota w mroku; Otchłań; Ekspedycja ratunkowa; W labiryncie; Dzień chuligana; Sojuz 11 (tylko w wersji drukiem); All along the clocktower; Klubowiczka; Mój bohater; Kiełbasy Harmanna; Gniew Kehtanita; Na wieki wieków, Enter; Kontakt; Historia herometyczna; The resurrection of Ra’s al Ghul[93][94]
- Spełniony sen. Rzecz o hrabim Witoldzie Skórzewskim i powstaniu Konstancina – scenariusz, rysunki – Łukasz Godlewski (2012, wyd. Konstanciński Dom Kultury), ISBN 978-83-934704-0-2[10]
- Herma św. Zygmunta – scenariusz, rysunki – Maciej Pałka, (2014, wyd. Dolna Półka / Konstanciński Dom Kultury), ISBN 978-83-63963-73-6[95]
- Chomiki w kosmosie – scenariusz i rysunki, (2019 drukiem, Gniazdo Światów, ISBN 978-83-955720-1-2[96]; 2022 w formie kinetic novel na przeglądarki i jako rom na Game Boy, itch.io[97])
- Taybom Combocy - scenariusz i rysunki, grafika wygenerowana z użyciem algorytmów SI, (2022, Gniazdo Światów)[16]
- Jak będę duży, to zostanę Hadfieldem – scenariusz, rysunki – Błażej Kurowski, (2024, VlepkaADay), ISBN 978-83-971791-3-4

#### Formy krótkie
W magazynie Kolektyw, ISSN 2080-5918 – redakcja, scenariusze (2007–2012, wyd. Dolna Półka)
- Lydon Carter (rysunki: Łukasz Okólski)
- Czekające (rysunki: Łukasz Okólski)
- Supermoc (rysunki: Łukasz Okólski)
- Dzień chuligana (rysunki: Ewa Jędrzejczak)
- Zaciął się! (rysunki: Ewa Jędrzejczak)
- Stepowanie kota w mroku (rysunki rat)
- Otchłań (rysunki Sara Sapkowska)
- Kiełbasy Harmanna (rysunki Sara Sapkowska)
- Ekspedycja ratunkowa (rysunki Robert Adler)
- Historia herometyczna (rysunki Robert Adler)
- Gniew Kehtanita (rysunki Lucjan Pakulski)
- Na wieki wieków, Enter (rysunki Bartłomiej Kuczyński)

Pozostałe
- Big Ass Mini – scenariusz i rysunki nowelki „The Name” (2006, Vanity Press)[99]
- Komiks Forum – scenariusz do historii „Mój bohater”; rysunki – RAT (2008, wyd. Komiks Forum), ISBN 978-83-926964-0-7[100]
- Kultura Liberalna 7/2011 - scenariusz komiksu „Kontakt”, rysunki - Robert Adler, ISSN 2081-027X
- Żar ptak – scenariusz i rysunki komiksu „Sojuz” (2019, Gniazdo Światów), ISBN 978-83-951671-7-1[3]
- Kto szepcze w ciemnościach - scenariusz komiksu „Otchłań”, rysunki - Sara Sapkowska (2020, Fabryka komiksów), ISBN 978-83-948611-4-8
- Kto szepcze w ciemnościach 2 - scenariusz komiksu „Kiełbasy Harmanna”, rysunki - Sara Sapkowska (2021, Fabryka komiksów), ISBN 978-83-948611-8-6

### Publicystyka
- Komiks polski w wywiadach z twórcami – (2011, wyd. Dolna Półka)[101]
- Batmany, które czytałem – zbiór transkrypcji z audycji podcastowej B180 – podcast o Batmanie[102]
- Komiksy, które czytałem – e-book z recenzjami i felietonami (2020, wyd. Gniazdo Światów) ISBN 978-83-955720-4-3[103]

### Podcasting
- B180 – podcast o Batmanie (2007–2010) – trzyminutowe recenzje komiksów z Batmanem[4].
- K-pok (seria I: 2010–2012, seria II: 2014–) – w pierwszej serii cotygodniowa, potem nieregularna audycja popkulturalna – recenzje książek, filmów, komiksów, wywiady z twórcami, relacje z imprez branżowych, audioblog[104]. Na łamach „K-poka” zapoczątkowana została seria „Dziady z Lasu” (tzw. Sezon Zerowy)[105].
- Dziady z Lasu (2011–2015) na blogu GniazdoŚwiatów.net – kontynuowane po zamknięciu „K-Poka” luźne rozmowy grupy znajomych na swobodne tematy, prowadzone przy piwie na łonie natury[105].
- Inne podcasty (poza serią Dziady z Lasu) – recenzje komiksów, omówienia branżowe i wywiady z twórcami na blogu GniazdoŚwiatów.net, w tym serie takie jak „godai wraca do Świata Czarownic“, „Petecki przerywa milczenie“ czy „Generacja TM-Semic”, będące omówieniami książek i komiksów[106].
- Historia okolic Konstancina-Jeziorny – podcast publikowany nieregularnie od 2013 jest wersją audio artykułów Pawła Komosy z serwisu Historia okolic Konstancina-Jeziorny[107] prezentujących historię i ciekawostki dotyczące gminy Konstancin-Jeziorna, jej architektury, sławnych mieszkańców, przyrody[108].

### Tłumaczenia
- Drzwiczki (Beyond the door) – Philip K. Dick, (2014, GniazdoSwiatow.net)[109]
- Sour Apple (Kwaśne jabłko) – Jerzy Szyłak, Joanna Karpowicz, wraz z Pawłem Timofiejukiem (2018, Europe Comics)[110]
- Wyniosłe maszyny (Sugar engines) – Dave Hutchinson, Fenix Antologia #3/2018 wersja elektroniczna ISBN 978-83-65527-97-4 (2018, Gniazdo Światów)[111]

### Publikacje specjalistyczne
- Plain language. How it can improve readibility and accessibility - 2025, broszura szkoleniowa z komunikacji technicznej[112]

### Grafika
- okładki wszystkich numerów zina Manga Rider oraz wybrane ilustracje w środku[2]
- ilustracje i okładki wybranych numerów magazynu Fenix Antologia, ISSN 2545-1472
- ilustracje i okładki wybranych numerów zina Żar ptak[113]
- okładki do wybranych książek Bohdana Peteckiego[114]

### Redakcja[16]
- Proletaryat (1995) – redaktor naczelny
- Manga Rider (od 1997) – redaktor naczelny
- Cleavage (1998-1999) – redaktor naczelny
- Magazyn Kolektyw (2007-2012, ISSN 2080-5918)
- Fenix Antologia (2018-2020, ISSN 2545-1472) – redaktor naczelny
- Żar-ptak (2019-2023) – redaktor naczelny
- Rocznik fantastyczny (od 2020, ISSN 2719-7743) – redaktor naczelny
- Taki Dziki Zachód - (2022, Wydawnictwo IX, ISBN 978-83-67482-23-3) – redaktor, wybór tekstów[115]

### Gry video
- Labirinth - przygodowa gra z elementami RPG, na platformy Game Boy/Game Boy Color i przeglądarkowa, 2022[116]
- Europa rescue! - przygodowa gra symulacyjna z elementami point-and-click, na platformę Game Boy Color, Windows i na przeglądarki, 2022[117]
- 5 mazes - łamigłówka, na platformę Game Boy i na przeglądarki[118], oraz jej kontynuacja 5 more mazes[119], 2023

## Wystawy
- Wystawa pokonkursowa MFK, Łódź, październik 2007[120]
- Wystawa zbiorcza prac polskich twórców w ramach festiwalu No Women No Art, Meskal, Poznań, listopad 2009[121]
- Wystawa zbiorcza prac polskich twórców w ramach festiwalu Comix Queerz, Warszawa, lipiec 2010[122][123]
- Wystawa zbiorcza prac polskich twórców w Galerii Melina, Gliwice, październik 2010[124]
- Plenerowa prezentacja zbiorcza z wykorzystaniem archiwaliów „Konstancin sprzed 100 i więcej lat”, Konstancin-Jeziorna, czerwiec 2012 (zdjęcia architektury)[125]
- „Tak było tak jest” - prezentacja prac z Serwisu zdjęciowego w ramach Festiwalu Otwarte Ogrody 2013, pokazująca zmiany zachodzące w tkance miejskiej Konstancina-Jeziorny, wrzesień 2013 (zdjęcia architektury i obiektów)[126]
- „Listy z Providence” - wystawa zbiorcza twórców antologii „Kto szepcze w ciemności”, Dzielnicowy Ośrodek Kultury Ursynów, Warszawa, luty-kwiecień 2022[127]
- PROMPTnations – International Exhibition of Artificial Intelligence - zbiorcza międzynarodowa wystawa sztuki AI, Univerzita Tomáše Bati ve Zlíně, zlin, Republika Czeska, lipiec-sierpień 2023[128]

## Nagrody i wyróżnienia
- Pierwsze miejsce w kategorii „Personality” dla Polski w konkursie European Podcast Award za podcast K-pok[129][130]
- Drugie miejsce w kategorii „Opowiadanie polskie” plebiscytu Nowa Fantastyka za rok 2017 za opowiadanie Lot pułkownika[58]
- Puchar Bachusa 2020 klubu fantastyki Ad Astra (jako członek redakcji Fenixa Antologii) za wkład w polski rynek fantastyczny[131]
- Rekomendacja Polskiej Fundacji Fantastyki Naukowej dla zbioru opowiadań Zimne światło gwiazd, 2021[60]
- Nominacja do Nagród Nowej Fantastyki 2021 w kategorii „Książka polska“ dla zbioru opowiadań Zimne światło gwiazd[132]
- Nagroda Kapituły KONgresu im Marty Witkowskiej za rok 2022[16][133]